# الكيمياء السعيدة

الطبعة الأولى

الكيمياء السعيدة ، التي نشرها ماكليلاند وستيوارت لأول مرة في عام 1997 ، عبارة عن مجموعة من كتابات الروائي الكندي روبرتسون ديفيز . تم تحرير المجموعة بعد وفاة ديفيز في عام 1995 وذذلك من قبل منفذيه الأدبيين: زوجته بريندا وابنته . 
يتكون كتاب الكيمياء السعيدة من العديد من خطابات ديفيز غير المنشورة ومراجعات الكتب والمقالات.  إنه يتعلق بالموضوعات والمواضيع والاهتمامات التي كانت قريبة من قلب ديفيز: على وجه الخصوص، المسرح والأوبرا والموسيقى.

## الكتاب
يبدأ الكتاب باقتباس للشاعر الإنجليزي ماثيو جرين : "بواسطة كيمياء العقل السعيدة فيلجأون إلى المتعة بكل ما يجدونه."

## مجلد مصاحب
وقد سبق الكيمياء السعيدة في عام 1996 مجلد مصاحب بعنوان The Merry Heart .
1. ↑  Peterman، Michael. "No Miracles Here - Robertson Davies's Posthumous Collection". Books in Canada: The Canadian Review of Books. مؤرشف من الأصل في 2022-08-15. اطلع عليه بتاريخ 2017-03-17.
2. ↑  "Happy Alchemy: On the Pleasures of Music and the Theatre". Publishers Weekly. مؤرشف من الأصل في 2022-08-15. اطلع عليه بتاريخ 2017-03-17.

## أنظر أيضا
- روبرتسون ديفيز